# Ich & Orson Welles
Ich & Orson Welles (Originaltitel: Me and Orson Welles) ist ein Filmdrama aus dem Jahr 2008. Der von Richard Linklater inszenierte Film basiert auf dem gleichnamigen Roman von Robert Kaplow und wurde 2008 auf dem Toronto International Film Festival uraufgeführt.

## Handlung
Im Jahr 1937 trifft der kulturell interessierte 17-jährige Richard Samuels in New York City zufällig den Schauspieler und Regisseur Orson Welles vor dem demnächst eröffnenden Mercury Theatre. Welles bietet ihm spontan die Rolle des Lautenspielers Lucius im Stück Julius Cäsar an, das Welles gerade dort inszeniert. Im Trubel der vielen neuen Menschen um ihn herum bemerkt Richard, dass die ehrgeizige und attraktive Produktionsassistentin Sonja Jones sich zu ihm hingezogen fühlt.
Einige Tage vor der Premiere erzählt Welles Richard, dass er besorgt ist, da sie noch kein Pech bei den Proben hatten und dies bedeuten könne, dass die Premiere schlecht verläuft und das Stück ein Flop wird. Während der Proben löst Richard versehentlich die Sprinkleranlagen aus, und dieses Ereignis wird von Welles als das ersehnte Unglück angesehen. Nach einer Probe lässt Welles das Ensemble ein Verkuppelungsspiel spielen. Hierbei gelingt es Richard durch einen Trick, dass er mit Sonja den Abend verbringen darf, worauf die beiden im Anschluss die Nacht miteinander verbringen. Die nächste Nacht verbringt Sonja allerdings mit Welles, was Richard eifersüchtig werden lässt. Daraufhin konfrontiert Richard seinen Regisseur damit, dass er Affären hat, obwohl er verheiratet und seine Frau schwanger ist. Auf Grund dessen wird er von Welles gefeuert.
Bei einem Gespräch auf einer Parkbank scheinen sich die beiden wieder zu versöhnen, woraufhin Richard bei der Premiere mitspielen darf. Die Aufführung des Julius Cäsar in einer antifaschistischen Interpretation wird ein voller Erfolg. Bei der Feier nach dem Stück erfährt Richard vom Ensemble-Mitglied Joseph Cotten, dass er nur für die Premiere gebraucht wurde und nun endgültig entlassen ist und bereits ein anderer Schauspieler für die Rolle gefunden wurde. Am Ende des Films trifft er jedoch ein Mädchen wieder, das er zu Beginn des Filmes kennengelernt hatte. Mit diesem ebenfalls kulturschaffenden Mädchen will er nun gemeinsam in die Zukunft gehen.

## Kritik
„Der Theaterfilm besticht vor allem durch die Sorgfältigkeit und den Elan, mit denen die Entstehung des Bühnenstücks nachgezeichnet wird. Die romantische ‚Coming-of-Age‘-Geschichte wirkt vor diesem Hintergrund zunächst vergleichsweise banal, entfaltet dann aber durch die Rückkopplung auf die Figur von Orson Welles interessante Facetten.“

„Die hier erzählte Geschichte nach dem Bestseller von Robert Kaplow könnte sich seinerzeit durchaus ähnlich abgespielt haben. Doch Regisseur Richard Linklater verlegte sich zu sehr darauf, ein stimmiges Zeitbild abzuliefern. Darüber hat er offenbar vergessen, eine packende Geschichte zu erzählen. So ist das Gezeigte zwar durchaus interessant (die Wiederauferstehung des Phänomens Welles als Allround-Genie), plätschert aber zeitweise arg lähmend vor sich hin, so dass sich der Zuschauer nur an Dekor und Kostümen erfreuen kann. Vom Theateralltag zwischen Neid, Missgunst und Konkurrenzkampf wird hier zu wenig gezeigt. Stark allerdings: Christian McKay als Orson Welles.“

Im Herbst 2015 äußerte Mercury-Schauspieler Norman Lloyd, der im Film von Leo Bill gespielt wird, sich lobend über Christian McKays Darstellung von Orson Welles. Es sei die „beste Wiedergabe von ihm, die ich je gesehen habe“. Lloyd kritisierte aber, dass der Rest des Filmes nicht akkurat gemacht sei. „Er hat nichts mit der Wahrheit zu tun, oder was passiert, wenn du mit Orson arbeitest und so weiter. Ich dachte, dass McKay sehr gut sei, aber der Rest der Charaktere ist nur lächerlich. Die sind alle frei erfunden! Ich konnte mich nicht einmal selbst erkennen – und dann dachte ich: Ein Glück, dass ich das nicht konnte!“ Als Beispiel führte Lloyd an, dass George Coulouris im Film als neurotischer Mann mit großem Lampenfieber dargestellt würde. Tatsächlich hatte man ihn aber vom „Schauspielern nicht stoppen können“.

## Auszeichnungen
Christian McKay wurde bei den British Academy Film Awards 2010 als Bester Nebendarsteller nominiert. Außerdem erhielt er im selben Jahr eine Nominierung als Bester Nebendarsteller bei den Chlotrudis Awards.